# Ehrharta bulbosa
Ehrharta bulbosa là một loài thực vật có hoa trong họ Hòa thảo. Loài này được Sm. mô tả khoa học đầu tiên năm 1789.